# Государственное Собрание Республики Мордовия
Государственное Собрание Республики Мордовия (мокш. Государственнай Собраниясь Мордовия Республикань, эрз. Государственной Собраниясь Мордовия Республикань) — высший законодательный (представительный) орган государственной власти Республики Мордовия с 1995 года.

## Предметы ведения
1. внесение изменений в Конституцию Республики Мордовия;
2. обеспечение соответствия Конституции Республики Мордовия и законов Республики Мордовия Конституции Российской Федерации и федеральным законам;
3. осуществление законодательной инициативы в Государственной Думе Федерального Собрания Российской Федерации;
4. обращение в Конституционный Суд Российской Федерации;
5. осуществление наряду с другими уполномоченными на то органами контроля за соблюдением и исполнением законов Республики Мордовия;
6. законодательное регулирование по вопросам ведения Республики Мордовия и предметам совместного ведения Российской Федерации и субъектов Российской Федерации в пределах полномочий Республики Мордовия;
7. толкование Конституции Республики Мордовия и законов Республики Мордовия;
8. законодательное регулирование вопросов владения, пользования, распоряжения и управления объектами, находящимися в собственности Республики Мордовия;
9. установление порядка организации, формирования и деятельности республиканских органов законодательной, исполнительной власти, а также порядка проведения выборов в органы местного самоуправления на территории Республики Мордовия;
10. установление налогов и сборов, установление которых отнесено федеральным законом к ведению субъектов Российской Федерации, а также порядка их взимания;
11. утверждение по представлению Главы Республики Мордовия бюджета Республики Мордовия, его изменений и отчета о его исполнении;
12. осуществление контроля за исполнением бюджета Республики Мордовия, исполнением бюджетов территориальных государственных внебюджетных фондов Республики Мордовия, соблюдением установленного порядка распоряжения собственностью Республики Мордовия;
13. утверждение по представлению Главы Республики Мордовия социально-экономических программ Республики Мордовия;
14. назначение членов Центральной избирательной комиссии Республики Мордовия в порядке, установленном федеральным законом и принимаемым в соответствии с ним законом Республики Мордовия;
15. наделение гражданина Российской Федерации по представлению Президента Российской Федерации полномочиями Главы Республики Мордовия либо отклонение представленной Президентом Российской Федерации для наделения полномочиями Главы Республики Мордовия кандидатуры;
16. назначение референдума Республики Мордовия;
17. назначение даты выборов в Государственное Собрание Республики Мордовия;
18. избрание Председателя Государственного Собрания Республики Мордовия, его заместителей и освобождение их от должности;
19. избрание Совета Государственного Собрания Республики Мордовия и внесение в его состав изменений;
20. образование комитетов и комиссий Государственного Собрания Республики Мордовия и избрание депутатов в их состав;
21. избрание председателей комитетов и комиссий Государственного Собрания Республики Мордовия и освобождение их от должности;
22. решение вопроса о досрочном прекращении депутатских полномочий;
23. решение вопроса о досрочном прекращении полномочий Государственного Собрания Республики Мордовия;
24. установление законом Республики Мордовия системы исполнительных органов государственной власти Республики Мордовия;
25. согласование по представлению Главы Республики Мордовия кандидатуры для назначения на должность Председателя Правительства Республики Мордовия;
26. согласование по представлению Главы Республики Мордовия кандидатур для назначения на должности заместителей Председателя Правительства Республики Мордовия;
27. утверждение законом заключения и расторжения договоров Республики Мордовия;
28. решение вопросов о недоверии Председателю Правительства Республики Мордовия, заместителям Председателя Правительства Республики Мордовия;
29. решение вопроса о недоверии Главе Республики Мордовия;
30. согласование представленной Генеральным прокурором Российской Федерации кандидатуры для назначения на должность прокурора Республики Мордовия;
31. назначение на должность мировых судей Республики Мордовия;
32. утверждение общих списков народных заседателей федеральных судов общей юрисдикции;
33. регулирование административно-территориального устройства Республики Мордовия;
34. решение вопросов, связанных с изменением границ Республики Мордовия;
35. учреждение государственных наград Республики Мордовия, установление почетных званий Республики Мордовия;
36. избрание представителя в Совет Федерации Федерального Собрания Российской Федерации от законодательной власти и прекращение его полномочий в порядке, установленном федеральным законом;
37. роспуск представительного органа местного самоуправления в порядке, установленном федеральным законом;
38. назначение на должность и освобождение от должности Уполномоченного по правам человека в Республике Мордовия по представлению Главы Республики Мордовия;
39. осуществление иных полномочий, возложенных на Государственное Собрание Республики Мордовия Конституцией Российской Федерации, федеральными законами, Конституцией Республики Мордовия и законами Республики Мордовия.[1]

## Состав
Состоит из 48 депутатов, работающих, как правило, на непостоянной основе.

## Этнический состав
Источник
| Этносы   | I созыв    | I созыв | II созыв   | II созыв | III созыв  | III созыв |
| -------- | ---------- | ------- | ---------- | -------- | ---------- | --------- |
| Этносы   | количество | %       | количество | %        | количество | %         |
| Мордва   | 30         | 39,5    | 29         | 38,2     | 11         | 21,6      |
| Русские  | 36         | 47,4    | 40         | 52,6     | 32         | 62,7      |
| Татары   | 6          | 7,9     | 5          | 6,6      | 4          | 7,8       |
| Украинцы | 3          | 3,9     | 1          | 1,3      | 2          | 3,9       |
| башкиры  | 1          | 1,3     | -          | -        | -          | -         |
| чуваши   | -          | -       | 1          | 1,3      | -          | -         |
| Итого    | 76         | -       | 76         | -        | 51         | -         |

## Выборы
На основании Постановления Верховного Совета МССР от 22 октября 1993 г. «О реформе государственных органов власти и органов местного самоуправления в Мордовской ССР» и Закона Республики Мордовия от 17 февраля 1994 г. «О выборах депутатов Государственного Собрания Республики Мордовия» с 1995 года высшим представительным и законодательным органом власти Республики Мордовия стало Государственное Собрание Республики Мордовия.
27 ноября 1994 г. — выборы депутатов Государственного Собрания первого созыва.
19 декабря 1999 г. — выборы депутатов Государственного Собрания второго созыва.
В декабре 2003 года — выборы депутатов Государственного Собрания третьего созыва.
В декабре 2007 года — выборы депутатов Государственного Собрания четвёртого созыва.
В Государственное Собрание четвёртого созыва избрано 48 депутатов, 34 из них — повторно. 7 депутатов работают на постоянной основе. Из 48 депутатов 6 — женщины (12,5 %), 42 — мужчины (87,5 %). Все депутаты имеют высшее образование, 8 депутатов имеют учёную степень кандидата наук, пять депутатов — учёную степень доктора наук.
Возрастной состав депутатов:
- 1 депутат — в возрасте до 40 лет,
- 12 депутатов — от 40 до 50 лет,
- 21 депутат — от 50 до 60 лет,
- 14 депутатов — старше 60 лет.

## Руководство
24 января 1995 года первым Председателем Государственного Собрания был избран Н. И. Меркушкин, который вскоре освободил свой пост в связи с избранием Главой Республики Мордовия. В 1995 году Председателем Государственного Собрания был избран В. А. Кечкин, занимавший эту должность до 18 февраля 2010 года. После смерти В. А. Кечкина обязанности Председателя Государственного Собрания исполняет В. В. Конаков.

## Представитель вСовете Федерацииот Государственного собрания
- Тултаев Пётр Николаевич — с 29 сентября 2021 года